# (2466) Golson
(2466) Golson (1959 RJ; 1929 SL; 1951 YL1; 1959 TC; 1964 YD; 1976 QT) ist ein ungefähr 24 Kilometer großer Asteroid des mittleren Hauptgürtels, der am 7. November 1959 im Rahmen des Indiana Asteroid Programs am Goethe-Link-Observatorium in Brooklyn, Indiana (IAU-Code 760) entdeckt wurde. Durch das Indiana Asteroid Program wurden insgesamt 119 Asteroiden neu entdeckt.

## Benennung
(2466) Golson wurde nach John C. Golson (1927–1984) benannt, dem ersten Mitarbeiter am Kitt-Peak-Nationalobservatorium (IAU-Code 695). Das Observatorium liegt auf dem Gipfel des Kitt Peak in der Sonora-Wüste, 65,4 km südwestlich von Tucson, Arizona. Golson wurde vom US-amerikanischen Astronomen Aden Meinel, nach dem der Asteroid (4065) Meinel benannt ist, angestellt.